# 大興寺 (福知山市)
大興寺（だいこうじ）は、京都府福知山市正明寺にある臨済宗南禅寺派の寺院である。山号は雲龍山。別名「モリアオガエル寺」とも呼ばれている。本尊は阿弥陀如来座像で、薬師如来座像、弘法大師座像を祀る。境内にはモリアオガエルが生息しており、住職の有賀祖道師が、保護、観察を行っている。2010年まで、モリアオガエル観察会を兼ねて6月第一土曜日に「モリアオコンサート」が開催されていた。
2013年より観察会兼ねたト－クやコンサ－トが復活した。
2013年紙ふうせん　2014年イルカ　2015年タケカワユキヒデ(ゴダイゴ)　2016年白鳥英美子(トワ・エ・モワ)　2017年綾戸智恵　2019年綾戸智恵　本堂に於いて爽やかな風の中、自然とふれあいながらの歌声は癒され多くの皆さんに親しまれている。
御朱印は特製モリアオガエル生息地の印を授与している。

## 歴史
寺に関する詳細な記録はないが、大興寺が建立する以前に正明寺という真言寺院が平安時代に存在しており、現在の地名にその名を残している。正明寺に関する歌が残っている。
「見開けば　法の声する正明寺　ものさびしきは　小野脇の里」
弘法大師伝説が残っており、近くの川は「弘法川」と呼ばれている。小野小町伝説もあり、近くに、小野小町が病となり、温泉に入り快癒したという「小野脇」がある。正明寺のほかに、2ケ寺あったと云われ、村の人は寺荘を耕作して暮らしていたといわれている。その後それらの寺は荒廃した。
地域の弘法大師伝説の名残か、大興寺本堂には弘法大師座像(年代不詳)が安置されている。
1631年、現在の地に幽玄相林和尚を請じて大興寺を建立した。臨済宗南禅寺派に属し、現在27世として今に至っている。
鎌倉北条家の末裔一族と伝わる、北条家の墓地がある。
朽木家の家臣となり、寛文9年(1669)朽木家の常陸国土浦より福知山転封に際し、墓石を家財道具と運んだ逸話が残っている。
墓地には、大小25基以上の墓石がある。

## 境内

### 本堂
本堂には薬師如来とともに、弘法大師座像が祀られている。天井には植物の絵が掲げている。現在の本堂は、2000年に老朽化した築240年の旧本堂を解体して再建された。
江戸時代建立の薬師堂は解体され、耳の病気に霊験の薬師如来は本堂上間にお祀りしている。　旧薬師堂天井画は江戸時代の草木花が描かれており保管されている。

### 山門
2010年4月に新山門落慶した。　旧山門は脇門として現在地にある。

### 梵鐘
1942年11月15日、金属類回収令のため岡山県にある三菱鉱業精錬所（現 三菱マテリアル直島製錬所）に送られた。爾来堂宇のみ保存されていたが、檀信徒の世界平和の願意により、2010年4月に再鋳された。

### 北条家墓地
鎌倉北条家の末裔一族と伝わる、北条家の墓地がある。
朽木家の家臣となり、寛文9年(1669)朽木家の常陸国土浦より福知山転封に際し、墓石を家財道具と運んだ逸話が残っている。
墓地には、大小25基以上の墓石があり、寛文12年(1672)北条源右衛門久次妻墓等戒名確認出来る。

## モリアオガエル
モリアオガエルは、アオガエル科の日本固有種である。本州と佐渡島に生息し、北は青森県から山口県に生息している。日本海側に生息地が多いが、千葉や伊豆、静岡にも生息している。寒さに強い種である。環境変化により、生息地が減少している。地域によっては、生息地が天然記念物に指定され保護されている。京都府はモリアオガエル基準が衣笠山にあるものの、生息地を天然記念物に指定しておらず、同様に福知山市においても未指定である。同じアオガエル科のシュレーゲルアオガエルと間違えられることが多いが、鳴き声や大きさ、目の周りの色で区別できる。「森青蛙」と表すように、森林、林に樹上生活しているので見つけることが難しい、6月ごろの梅雨時には、産卵池に下りて、池にそり出す樹木の枝に、綿帽子のような白い泡状の卵塊を付ける。大興寺池では1945年ごろより、生息確認されている。

## その他
月1回、写経会が行われている。
寺の裏山近辺には中の段古墳群がある。

## 所在地
京都府福知山市正明寺1771

## 交通機関
西日本旅客鉄道福知山駅徒歩30分あるいはタクシー8分　駐車場あり

## 周辺
- 福知山城
- 三段池公園